# 13 гріхів
«13 гріхів» (англ. 13 Sins) — американський трилер 2014 року режисера Даніеля Штамма. Пін-офф тайського фільму «13 жахів» 2006 року.

## Сюжет
Головний герой — простий офісний клерк Елліот Бріндлі, на якого останнім часом впала ціла гора проблем. Мало того, що йому постійно доводиться стежити за своїм розумово відсталим братом Майклом і постійно оплачувати борги за рахунками, так ще його звільняють з роботи за добропорядність і м'якість в обслуговуванні клієнтів. Плюс до всього скоро у Еліота весілля з його чорношкірою коханою, а на пишну церемонію грошей немає зовсім. Одного разу на автостоянці Елліот отримує дзвінок від невідомого номера. Голос по той бік розповідає про якусь «Гру», переможець якої може виграти нечувану суму в розмірі кількох мільйонів доларів.
Для перемоги необхідно виконати 13 завдань різного ступеня складності. Першим завданням Елліоту пропонується вбити муху, яка на даний момент літає в салоні його автомобіля. За це завдання головному герою пропонують 1000 доларів. Елліот вбиває муху і тут же на його банківський рахунок перераховується вказана сума.
Наступне завдання — з'їсти вбиту муху, нагорода — близько 3000 доларів. Елліот з'їдає муху і його банківський рахунок поповнюється втричі.
Завдання № 3 — Елліоту необхідно змусити заплакати будь-яку дитину у міському парку. Нагорода — 5000 доларів.
Завдання № 4 — Елліоту необхідно спалити маленький будиночок ручної збірки, зроблений дітьми-сиротами, який знаходиться в церкві. Нагорода — 10 000 доларів.
Завдання № 5 — Елліот повинен вкрасти страуса і обміняти його на одяг у будь-якого міського бомжа, згодом йому потрібно надіти цей одяг.
Завдання № 6 — Елліот повинен протягнути через місто труп якогось чоловіка, посадити цей труп в кафе і замовити йому каву. Нагорода — 50 000 доларів.
Завдання № 7 — під час виконання шостого завдання в кафе заходять копи, замовляють собі каву. Елліот відбирає у одного з них чашку кави і ставить на стіл біля трупа. Організатори «Ігри» зараховують йому це як сьоме завдання.
Завдання № 8 — Елліот повинен болгаркою відрізати руку своєму старому шкільному кривдникові. Той не проти. Нагорода — 100 000 доларів.
Завдання № 9 — у лікарні Елліот стільцем розбиває ніс братові шкільного кривдника, якому щойно відрізав руку. Нагорода — 250 000 доларів.
Завдання № 10 — на урочистому вечорі, присвяченому майбутнє весілля, Елліот повинен проспівати «Інтернаціонал», покришити весь сервіз і справити малу нужду в букет. Нагорода — 500 000 доларів.
Завдання № 11 — Елліот має добровільно здатися поліції і втекти з дільниці.
Завдання № 12 — Елліот повинен простягнути сталевий трос через дорогу, по якій має проїхати натовп байкерів. Після отримання нагороди — одного мільйона доларів, — йому вдається опустити трос, і байкери залишаються живі. Однак в цей момент головний герой зауважує, що крім нього в «Грі» бере участь ще один гравець.
Цей гравець також натягує трос в ста метрах від Еліота, і байкери врізаються в трос і гинуть.
Після побаченого Елліот хоче вийти з гри, проте організатори нагадують, що якщо він відмовиться, то все виграні до цього гроші обнуляться, і Елліот за все свої зроблені до цього дії може отримати термін у в'язниці. Елліот слідкує за другим гравцем і опиняється в будинку для літніх людей, де знаходиться його батько. Там же він зустрічає і Майкла, який виявляється другим учасником гри. Майкл пояснює, що завдання № 13 — вбити члена сім'ї. Майкл каже, що хоче вбити батька через знущання над ним в дитинстві. Елліот намагається відмовити брата, але тут в розмову втручається батько. Він розповідає братам, що вже раніше брав участь в «Грі» і виграв її, убивши в кінці їхню мати. Почувши це, Елліот хоче вбити його, але батько вирішує не дати братам отримати головний приз і перерізає собі горло. Майкл, який все ще горить бажанням перемогти, нападає на брата. У сутичці Елліот випадково вбиває Майкла, але і сам отримує поранення ножем в живіт. Елліот стає переможцем. У цей момент в будинок приходить довірена особа «Ігри», щоб зачистити докази. Елліот вбиває його пострілом в голову, після чого організатори «Ігри» позбавляють його всіх грошей.
Наступного ранку Елліот, який все ще стікає кров'ю від отриманого поранення, телефонує своїй дівчині і та йому каже, що їй телефонував невідомий номер і пропонував вбити муху, а потім з'їсти її за кілька тисяч доларів. Елліот запитує її, що ж вона в підсумку зробила. Його дівчина відповідає, що, звичайно ж, вона не стала робити подібну дурість і викинула муху в сміттєвий бак. Елліот вмирає з посмішкою на обличчі.

## У ролях
| Актор              | Роль             |
| ------------------ | ---------------- |
| Марк Вебер         | Елліот           |
| Девон Грайє        | Майкл            |
| Том Бовер          | батько           |
| Рутина Веслі       | Шелбі            |
| Рон Перлман        | детектив Чилкот  |
| Джордж Кой         | голос в телефоні |
| Прюітт Тейлор Вінс | Воглер           |